# Metal Black
Metal Black è l'undicesimo album pubblicato dalla band inglese speed metal/heavy metal Venom, nel 2006. Il titolo vuole richiamare evidentemente quello del fortunato Black Metal del 1982. Sono presenti forti contaminazioni di thrash metal, anche se il disco rimane in ambito heavy/speed.

## Tracce
1. Antechrist – 3:28
2. Burn in Hell – 2:57
3. House of Pain – 5:05
4. Death & Dying – 3:52
5. Regé Satanas – 3:45
6. Darkest Realm – 3:12
7. A Good Day to Die – 3:42
8. Assassin – 4:45
9. Lucifer Rising – 4:23
10. Blessed Dead – 4:43
11. Hours of Darkness – 4:15
12. Sleep When I'm Dead – 3:53
13. Maleficarvm – 6:04
14. Metal Black – 3:11

## Formazione
- Conrad "Cronos" Lant - basso, voce
- Mike "Mykvs" Hickey - chitarra
- Anthony "Antton" Lant - batteria